# قلعة نزفيزه
قلعة نزفيزه أو قلعة نزفتش أو قلعة نيسفيز (بالبيلاروسية: Нясьвіскі замак) (بالبولندية: zamek w Nieświeżu) (بالليتوانية: Nesvyžiaus pilis) هي قلعة سكنية تابعة لعائلة رادزيويل في مدينة نزفيزه، روسيا البيضاء. وهي على ارتفاع 183 متر (600 قدم) فوق مستوى سطح البحر. في عام 2005 تم إدراج مجمع القلعة من قبل اليونسكو كموقع للتراث العالمي.

## التاريخ

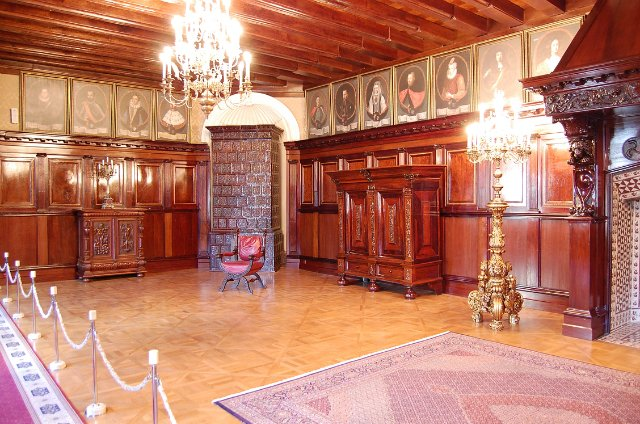
معرض صور عائلة رادزيويلز

العقار الذي بنيت عليه القلعة مملوك لعائلة رادزيويل منذ عام 1533، عندما تم منحه لـ ميكولاي رادزيويل وشقيقه جان رادزيويل، بعد انقراض عائلة كيشكا المُلاك السابقين. نظرًا لأن عائلة رادزيويل كانت واحدة من أهم وأغنى العشائر في دوقية ليتوانيا الكبرى وتاج مملكة بولندا، تم نقل الأرشيف الليتواني إلى هناك عام 1551.
بعد اتحاد لوبلان، أصبحت القلعة واحدة من أهم المساكن في الجزء المركزي من الكومنولث البولندي الليتواني.
في عام 1582، بدأ مارشال ليتوانيا ميكولاي كرزيستوف رادزيويل بناء قصر بشكل مربع مكون من ثلاثة طوابق. على الرغم من أن البناء كان مرتكزاً على أساسات مسبقة لقلعة من العصور الوسطى، إلا أن التحصينات السابقة تحولت بالكامل إلى منزل من عصر النهضة الباروكي. تم الانتهاء من البناء بحلول عام 1604، وتم إضافة عدة صالات عرض بعد نصف قرن. تم تحصين زوايا القصر بأربعة أبراج مثمنة.
في عام 1706، أثناء حرب الشمال العظمى، نهب جيش كارل الثاني عشر القلعة ودمر تحصيناتها. بعد عدة عقود، دعت عائلة رادزيويل بعض المهندسين المعماريين الألمان والإيطاليين، لتجديد وتوسيع القلعة بشكل كبير. زُيّنت الواجهات الصفراء بزخارف جصية باروكية. كما تم إعادة بناء بوابات القلعة التي تعود للقرن السادس عشر، وتوِّج برج البوابة المكون من طابقين بغطاء. في هذا الوقت تم ربط المباني الثلاثة المنفصلة المحيطة بالفناء المركزي في مبنى واحد.

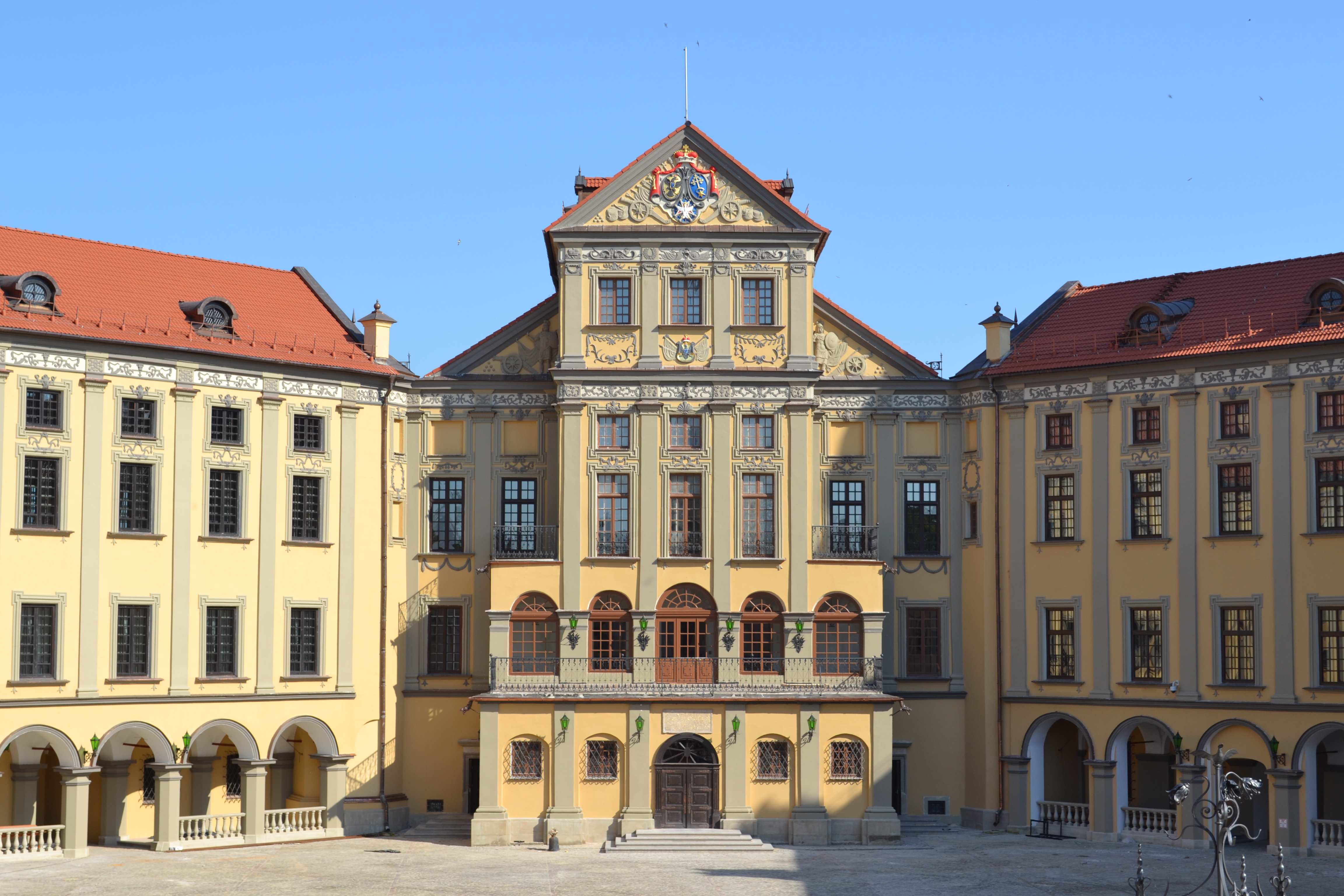
المدخل الرئيسي لسكن الأمراء

في عام 1772، بعد التقسيم الثالث والأخير للكومنولث البولندي الليتواني، استولت القوات الروسية على القلعة وطردت عائلة رادزيويل. بعد ذلك بوقت قصير تم نقل الأرشيف الليتواني إلى سانت بطرسبرغ (حيث لا يزال حتى اليوم)، في حين تم توزيع معظم الأعمال الفنية التي تم جمعها في القصر بين العديد من النبلاء الروس والبولنديين بدعم من الإمبراطورة كاترين العظيمة. مع إهمال القصر من قبل المالكين الأصليين والجيش الروسي، أصبح في حالة سيئة. ومع ذلك، تم ترميمه من قبل عائلة رادزيويل بين عامي 1881 و 1886، حيث تم تجديد التصميمات الداخلية للقلعة من قبل الأمير أنطوني رادزيويل وزوجته الفرنسية ماري دي كاستيلان. كما قاموا بتصميم حديقة طبيعية على الطراز الإنجليزي. تبلغ مساحة الحديقة أكثر من كيلومتر مربع، وهي واحدة من أكبر الحدائق المماثلة في أوروبا.
بعد الحرب البولندية البلشفية عام 1920، أصبحت المنطقة المحيطة ومجمع القلعة جزءًا من الجمهورية البولندية الثانية التي تم إنشاؤها حديثًا.
خلال غزو بولندا في عام 1939، طرد الجيش الأحمر عائلة رادزيويل من القلعة. في العصر السوفيتي، كانت القلعة تستخدم كمصحة، بينما تم تدريجياً إهمال الحديقة.

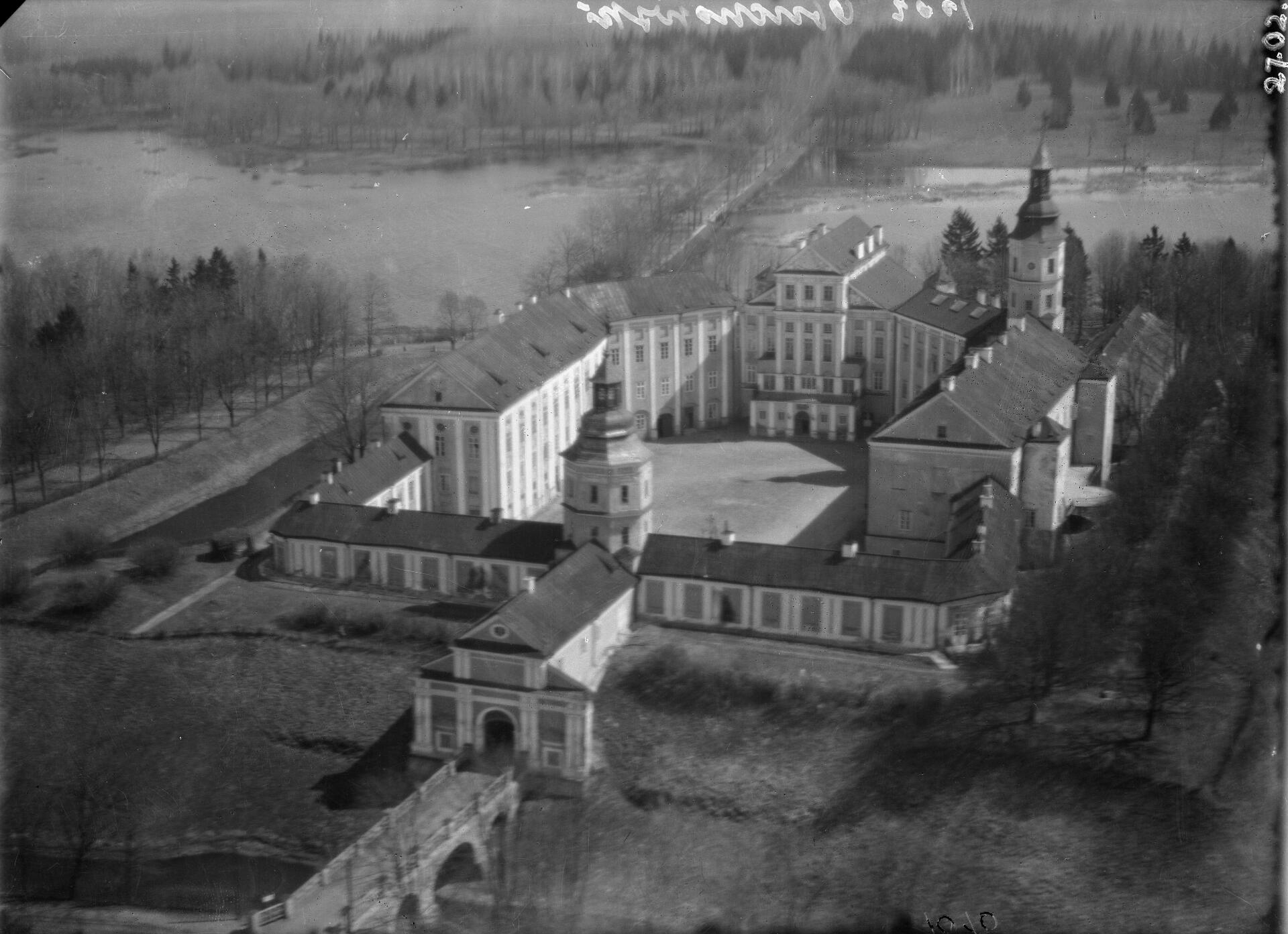
منظر علوي

في عام 1994، تم تعيين مجمع القلعة كمحمية تاريخية وثقافية وطنية. وفي عام 2005 تم إدراج مجمع القلعة من قبل اليونسكو كأحد مواقع التراث العالمي.

## روابط خارجية
- الموقع الرسمي للمتاحف نزفيزه نسخة محفوظة 5 مايو 2017 على موقع واي باك مشين.
- قلعة نزفيزه على الموقع الرسمي لجمهورية روسيا البيضاء